# Niets dan de waarheid (boek)
Niets dan de waarheid (Engels: The Whole Truth) is een boek uit 2008 van David Baldacci.

## Inhoud
Een wapenverkoper probeert een grote machtsstrijd te veroorzaken zoals die in de Koude Oorlog, samen met een lange Mutual assured destruction. Om dit voor elkaar te krijgen zorgt hij met een desinformatie-campagne voor vijandigheid tussen Rusland en China. Hierbij worden meerdere moorden gepleegd. Een geheim agent, gebelgd door de moord op zijn verloofde, werkt samen met een alcoholistische verslaggever om deze plannen te stoppen.